# 1733
1733. је била проста година.

## Догађаји

### Фебруар
- 12. фебруар — Енглез Џејмс Оглторп је основао Џорџију, 13. колонију од британских Тринаест колонија, и њен први град Савану.

## Рођења

### Март
- 13. март — Џозеф Пристли, енглески хемичар и филозоф. (†1804).

## Смрти

### Фебруар
- 1. фебруар — Август II Јаки, кнез-изборник Саксоније, краљ Пољске и велики кнез Литваније